# Linda Lassen
Linda Lassen (født 1948 i Odense) er en dansk roman- og børnebogsforfatter, uddannet lærer og psykolog. 
Hun voksede op i Odense af ufaglærte forældre. Hun blev mobbet som barn, men var glad for at gå i skole, bortset fra frikvartererne og idræt. Hun forlod skolen som 15-årig og kom ud at tjene. Hendes far og to brødre omkom i en drukneulykke, da hun var 19-år gammel. Hun blev gift i en ung alder og de fik to børn sammen, men allerede da hun var 21 år, blev de skilt og hun blev enlig mor til to børn. Hun gik i gang med at tage 9. klasse og flere år sendere tog hun læreruddannelsen. Hun arbejdede i flere år som fængselslærer, mens hun sideløbende læste til psykolog. Hun skrev meget, i starten uden at give noget ud, det var først efter at børnene var flyttet hjemmefra, at hun begyndte at skrive prosatekster, før havde hun mest skrevet digte.
Hun debuterede i 1997 med digtsamlingen Balloner flyver væk. To år senere kom børnebogen Louise, der handler om en pige, der blev mobbet. Siden skrev hun flere andre romaner til børn og unge. I 2008 udgav hun sine første to romaner for voksne, den ene kaldtes Ørkenfisk, den anden Den grimme Kælling, og senere har hun udgivet andre romaner til voksne.
Hun boede i Nyborg i flere år. Hun har også boet i Grønland i to år, hun flyttede dertil, da hendes mand fik arbejde i Nuuk. Opholdet i Grønland afspejles også i hendes forfatterskab, både i børnebøger og i den historiske roman Håbets år, som handler om Hans Egede og hans kone, Gertrud Rask, og deres datter, men det er Gertrud Rask, der er hovedpersonen. Fortællingen er skildret gennem datteren Petronelle fra hendes ankomst til Grønland i en alder af fem år og følger hende, til hun bliver voksen. Romanen fik fire af seks mulige stjerner i en anmeldelse i Berlingske. Linda Lassen følte lidt, at hun var i samme situation som Gertrud Rask havde været det næsten trehundrede år tidligere, da Gertrud flyttede med sin mand og deres fire børn til Grønland. Gertrud var 50 år, da hun kom til Grønland, som dengang var en dansk koloni, og Linda Lasen var 59, da hun flyttede til Nuuk med sin mand. Hun læste om Gertrud Rask i en turistguide og blev nysgerrig efter at få mere viden om denne kvinde, så hun besluttede sig for, at det skulle blive hendes projekt, mens hun boede i Nuuk.
I 2014 udkom den historiske roman Men sko må jeg ha'. Romanen er baseret på virkelige mennesker, der levede i Sønderjylland, mens området hørte til Tyskland. Linda Lassen har undersøgt gamle arkiver og ladet sig inspirere til romanen ud fra fortællinger om Henriette Gub og Knud Sørensen. Henriette Gub var vandrelærerinde, hun blev født i 1856 og døde i 1894. Det danske sprog blev forbudt i skolerne, selv i frikvartererne var det forbudt at tale dansk, og det er et af temaerne i romanen.

### Skønlitteratur

#### Romaner for børn og unge
- Louise, 2001
- Jacob, 2002
- Helle for Helle 	2002
- Sandhedens time 	2003
- Nikolaj og de andre 	2003
- Nikolaj og Line 	2003
- I Vægtens Tegn		2003
- Flaskeposten, Gyldendal, 2004[7]
- En pose med penge, Gyldendal, 2004
- Herlinutternes Historie, Alrune, 156 sider, 2005[8]
- Marias Hjerte		2006
- Sally Solsort 	2007
- Rejetyven		2007
- Bag volden		2007
- Aftalt spil, 2008
- Havet nyser, Gyldendal, 2009[9]
- Ravnene tier, 2009
- En kat har 9 piv, Turbine, 2012
- Børnene på Håbets Ø, Turbine, 2012
- Mystik i Slotskælderen, Alrune, 2013
- Obamas dna		 2013
- Kys og knuste drømme, Alrune, Ungdomsroman, 2015
- Skattejagten, Mikro, børnebog, 2015

#### Romaner for voksne
- Ørkenfisk, Facet, 2008[10]
- Den grimme Kælling, Attika, 2008[11]
- Hoppers Hotel, Forlaget Mellemgaard, 2010[12]
- Håbets år - Historisk roman om Gertrud Rask og Hans Egede, Hovedland, 2011[13]
- Men sko må jeg ha’ - Hovedland, 2014

#### Lyrik
- Balloner flyver væk, forlag: FOFO, 1997

### Faglitteratur
- Overspisning, 2000
- Myter og facts om Overvægt, 2008

Endvidere har hun fået bidrag med i flere antologier.